# Jardim chinês

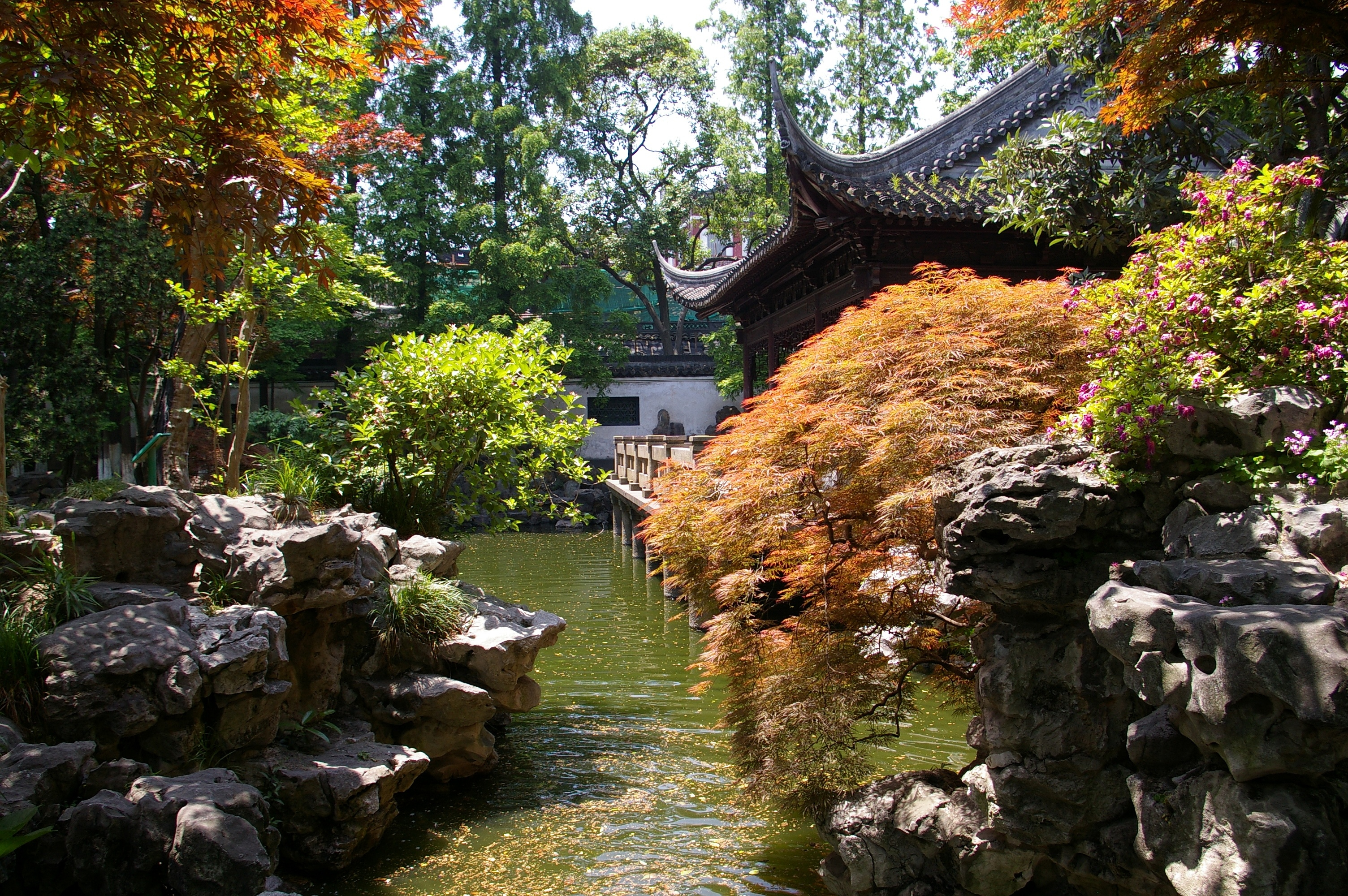
Jardim Yu, em Xangai

O jardim chinês é um estilo de jardim paisagístico que evoluiu ao longo de três mil anos. Inclui tanto os vastos jardins dos imperadores chineses e membros da família imperial, construídos para o prazer e para impressionar, quanto os jardins mais íntimos criados por estudiosos, poetas, ex-funcionários do governo, soldados e mercadores, feitos para reflexão e fuga do mundo exterior. Eles criam uma paisagem em miniatura idealizada, que pretende expressar a harmonia que deve existir entre o homem e a natureza.